# Smyków Wielki
Smyków Wielki – część wsi Smyków, położona w województwie małopolskim, w powiecie dąbrowskim, w gminie Radgoszcz.
Dawniej odrębna wieś. 22 października 1929 połączona ze Smykowem Małym, tworząc Smyków.
W latach 1975–1998 miejscowość położona była w województwie tarnowskim.